# Liệu pháp tăng cường insulin
Liệu pháp tăng cường insulin (IPT) là một phương pháp điều trị ung thư thay thế chưa được chứng minh bằng cách sử dụng insulin như một liệu pháp bổ trợ cho hóa trị liệu liều lượng thấp. Nó đã được giới thiệu bởi một bài báo trong tạp chí Y học giả thuyết gây tranh cãi và không được bình duyệt.
Theo Quackwatch, "Liệu pháp điều trị bằng Insulin (IPT) là một trong một số phương pháp điều trị nguy hiểm chưa được chứng minh, được thúc đẩy bởi một nhóm nhỏ các học viên và không có bằng chứng đáng tin cậy cho thấy rằng nó sẽ đem lại hiệu quả." 

## Lịch sử
Liệu pháp này được phát triển bởi Donato Perez Garcia, MD vào năm 1930. Ban đầu, Garcia nhắm đến bệnh giang mai, và sau đó đã thử điều trị các bệnh thoái hóa mãn tính và một số loại ung thư.

## phương pháp
Thông thường, một liều insulin sẽ được tiêm vào tĩnh mạch, sau đó là một liều thuốc hóa trị thấp khi insulin đã được hấp thụ. Liều hóa trị thường là 10% đến 25% liều đã được chứng minh. Sau đó, nước đường được tiêm để ngăn chặn hạ đường huyết (lượng đường trong máu thấp) do tiêm insulin.

## Hiệu quả
IPT chưa được chứng minh là có hiệu quả. Kết quả lâu dài, chẳng hạn như duy trì sự sống, chưa bao giờ được công bố. Bốn trường hợp nghiên cứu riêng lẻ, một thử nghiệm lâm sàng nhỏ, không kiểm soát và một thử nghiệm ngẫu nhiên, có kiểm soát ngẫu nhiên nhỏ đã cho thấy giảm tạm thời kích thước khối u đối với một số bệnh nhân.

## Tác dụng phụ
Nguy cơ trước mắt là hạ đường huyết.
Việc sử dụng hóa trị thấp hơn bình thường có thể gây ra hiện tượng kháng thuốc, điều này có thể khiến việc điều trị trong tương lai ở liều chuẩn, được chứng minh là không hiệu quả. Đối với một số bệnh ung thư, đặc biệt là ung thư vú và ung thư ruột kết, insulin có thể thúc đẩy tăng trưởng khối u.

## Cơ chế hoạt động
Hai ý tưởng chính về cách nó có thể hoạt động đã được đề xuất. Ý tưởng đầu tiên là insulin sẽ làm cho các tế bào dễ thấm hơn, để các loại thuốc hóa trị được hấp thụ nhanh hơn vào trong các tế bào. Một ý tưởng khác là insulin có thể khiến các tế bào bắt đầu phân chia, khiến chúng dễ bị phá hủy hơn nhiều loại thuốc hóa trị độc tế bào.

## Chi phí
Chi phí có thể lên tới US $ 2.000 mỗi lần điều trị. Nhiều trường hợp là bình thường. Bệnh nhân thường trả toàn bộ chi phí, vì đây là một liệu pháp chưa được chứng minh không được bảo hiểm y tế chi trả.